# Vintage oděv
Vintage oděv (česky také: vintážovýoděv) je definován jako typické oblečení pro historické období, ze kterého pochází.
Podle některých definicí je označení vintage vyhrazeno pro určité stáří výrobku, např. mezi 20 a 100 lety (pod 20 let je to moderní výrobek a u starších než 100 let se jedná o starožitnost) a podmínkou, že oděv nemá být klasický (např. některé střihy šatů se nosí nepřetržitě už od 80. let 20. století, nejsou tedy vintážové).
Výraz vintage pochází z vinařství, první použití je známé ze začátku 15. století.

## Z historie vintážové módy
Použití vintážových oděvů přišlo (v západní Evropě a v severní Americe) do módy v 60. letech 20. století. Obnošené textilie se před tím oblékaly v chudších vrstvách společnosti, k výměně docházelo zpravidla jen mezi příslušníky jedné rodiny. Asi v posledních letech 19. století se začalo obnošené šatstvo nabízet také na prodej (second hand) a později vznikla první vetešnictví. Rozsah prodeje second hand se např. ve Velké Británii po značném rozmachu sice už ve 20. letech 20. století snížil, ale zájem o staré textilie neustal. Prodej se přesunul do butiků, kde se ve vyšší cenové kategorii prodávaly obnošené oděvy pod nově vzniklým označením vintage. Některé obchody nabízely jako službu vlastního krejčího ke změně velikosti nebo k úpravě oděvu podle návrhu známých výtvarníků.
Až do 60. let však byly obnošené, často zchátralé oděvy ve většině vyhrazené pro bohémy a společenské rebelanty.
V 90. letech patřily vintážové oděvy často ke hnutí environmentalistek, punků a k výtvorům některých výstředních návrhářů. Na začátku 21. století vyjadřují vintážovým oblékáním své názory spíše bohémové a individualisté, kteří se chtějí lišit od ostatních. Speciální butiky v Evropě a v severní Americe nabízejí vintage jako luxusní zboží pravidelně komentované v módních časopisech. Jako zákazníci jsou tam často uváděny filmové hvězdy a různí prominenti, pro které je toto oblečení výrazem jejich zvláštního osobního vkusu a odlišnosti od právě panující módy.
Vintážová móda je často kritizována za to, že je příliš nostalgická a že její návrháři jen drancují anály historie odívání, aby vytvořili modernizované starožitnosti pro postmoderního konzumenta.

## Příklady oděvů
Oděvy z různých dekád 20. století, které jsou pokládány za vintage:
- 20. léta - skládané šaty
- 30. léta – bolerko, nabírané rukávy, klobouky s širokou krempou (fedora)
- 40. léta –kostkované sukně bez záhybů, z mykané vlny
- 50. léta – sukně s nabíranou spodničkou (petticoat), košilový střih šatů, pletené vesty s krátkým rukávem
- 60. léta – na začátku: elegantní kostýmy a kulaté kloboučky, později: džíny se zvonovými nohavicemi, splývavé oděvy v bohémském stylu
- 70. léta - džíny se zvonovými nohavicemi, „boho-chic“
- 80. léta – golfové košile, saka a svetry s tlustými ramenními vložkami
- 90. léta – pytlovité flanelové košile, legíny, svetry v nadměrných velikostech

## Galerie vintážových oděvů

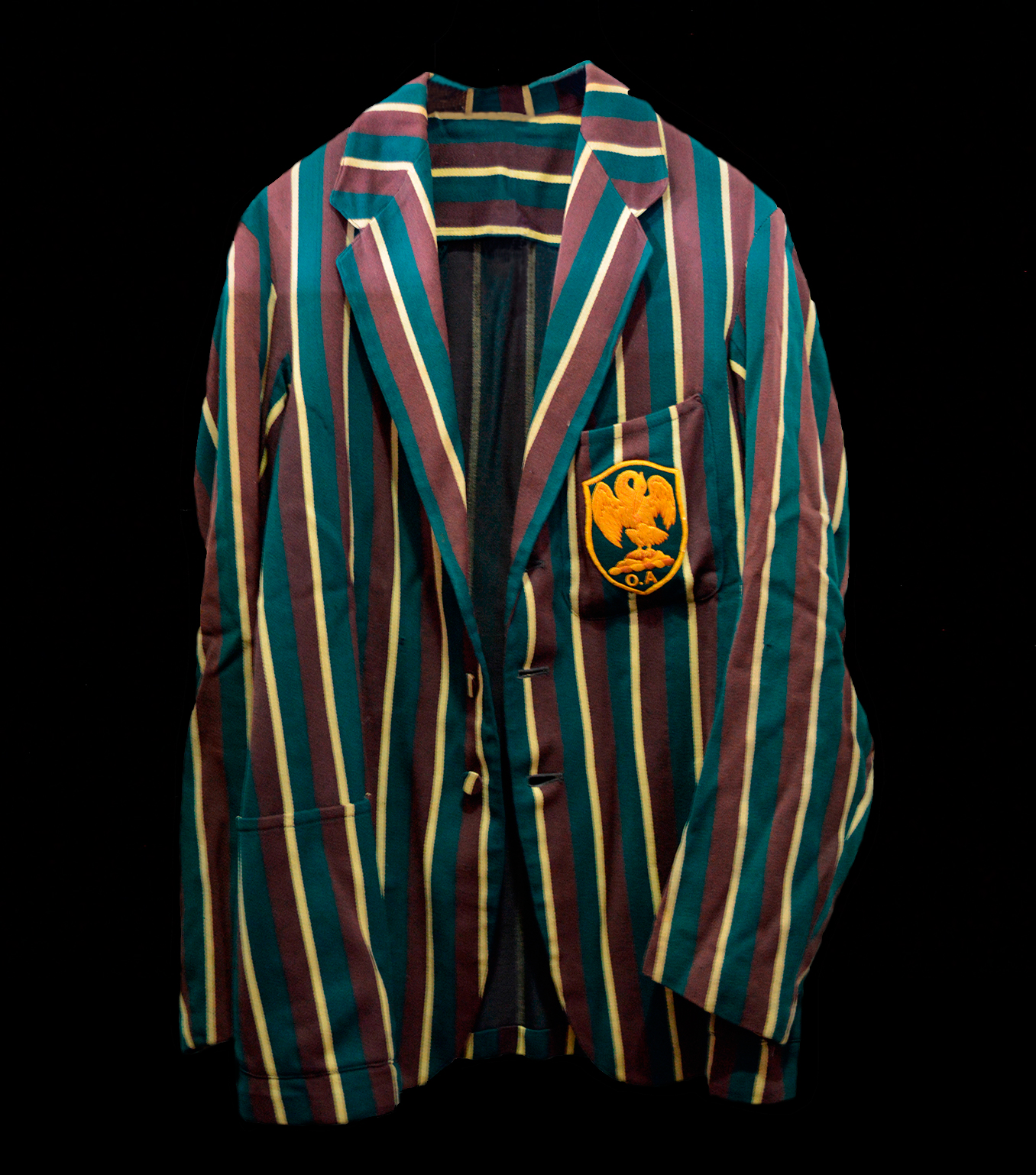
Vintage z roku 1919 (uniforma absolventů soukromé školy v anglickém Ardingly)
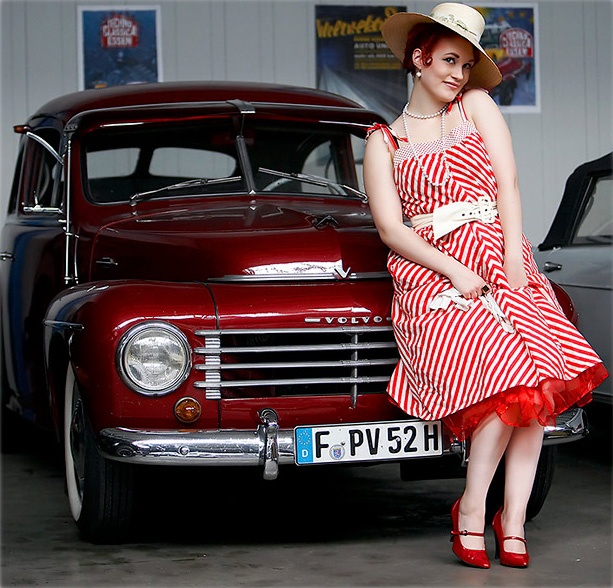
Vintage z 50. let 20. století (Německo 2008)
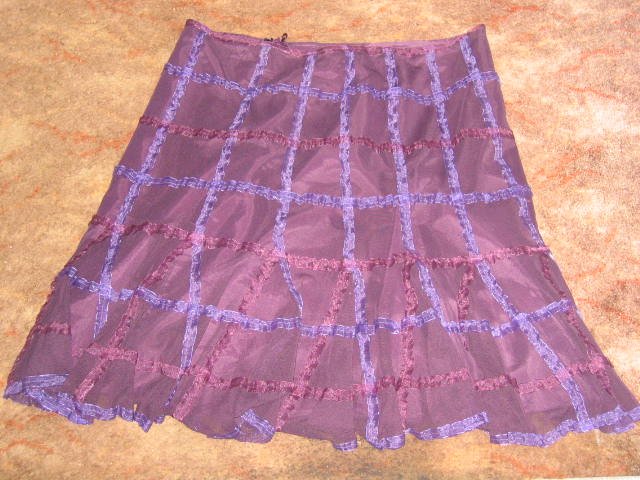
Sukně v boho-chic stylu (2005)
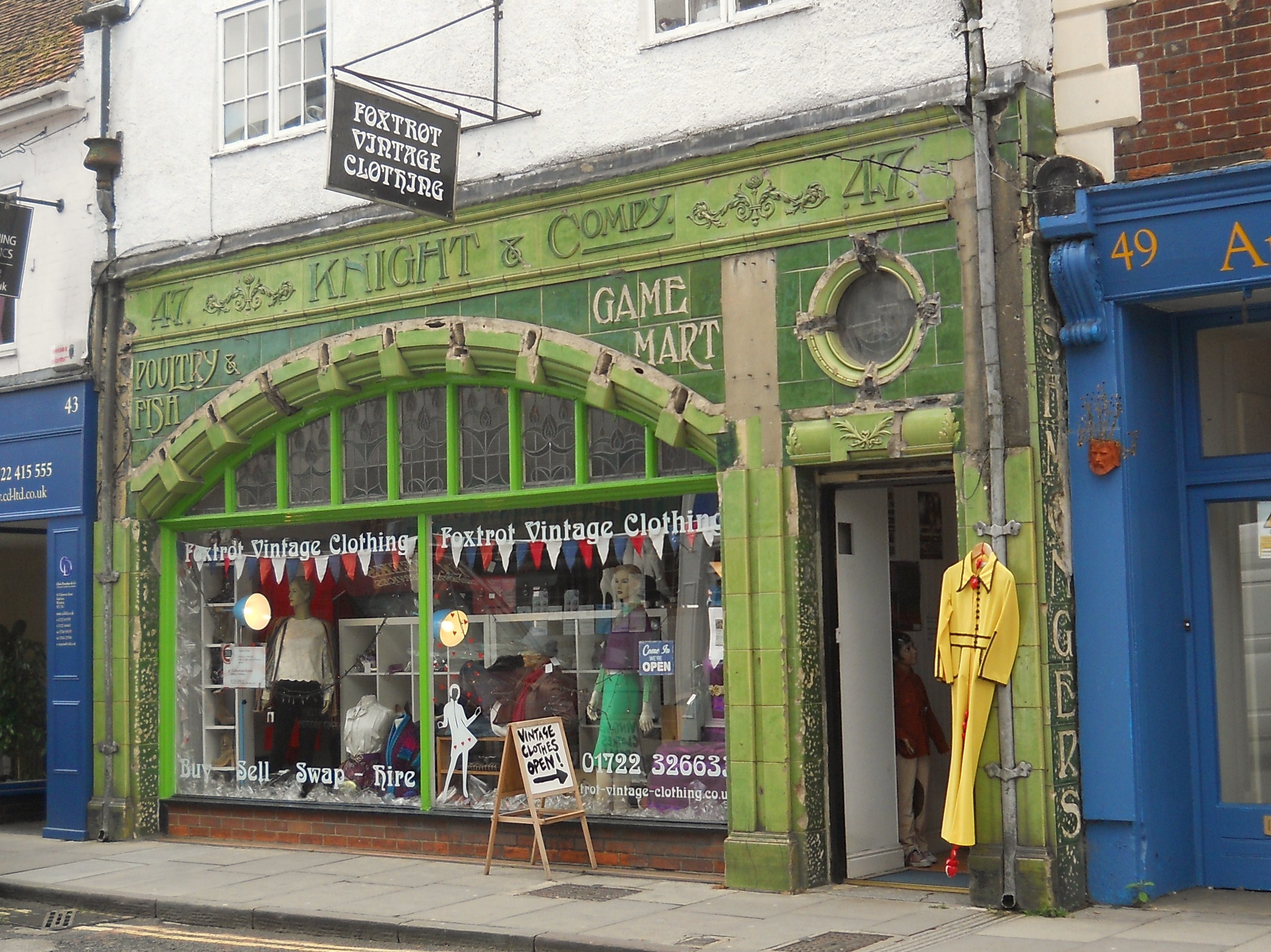
Anglický vintage-butik (2012)
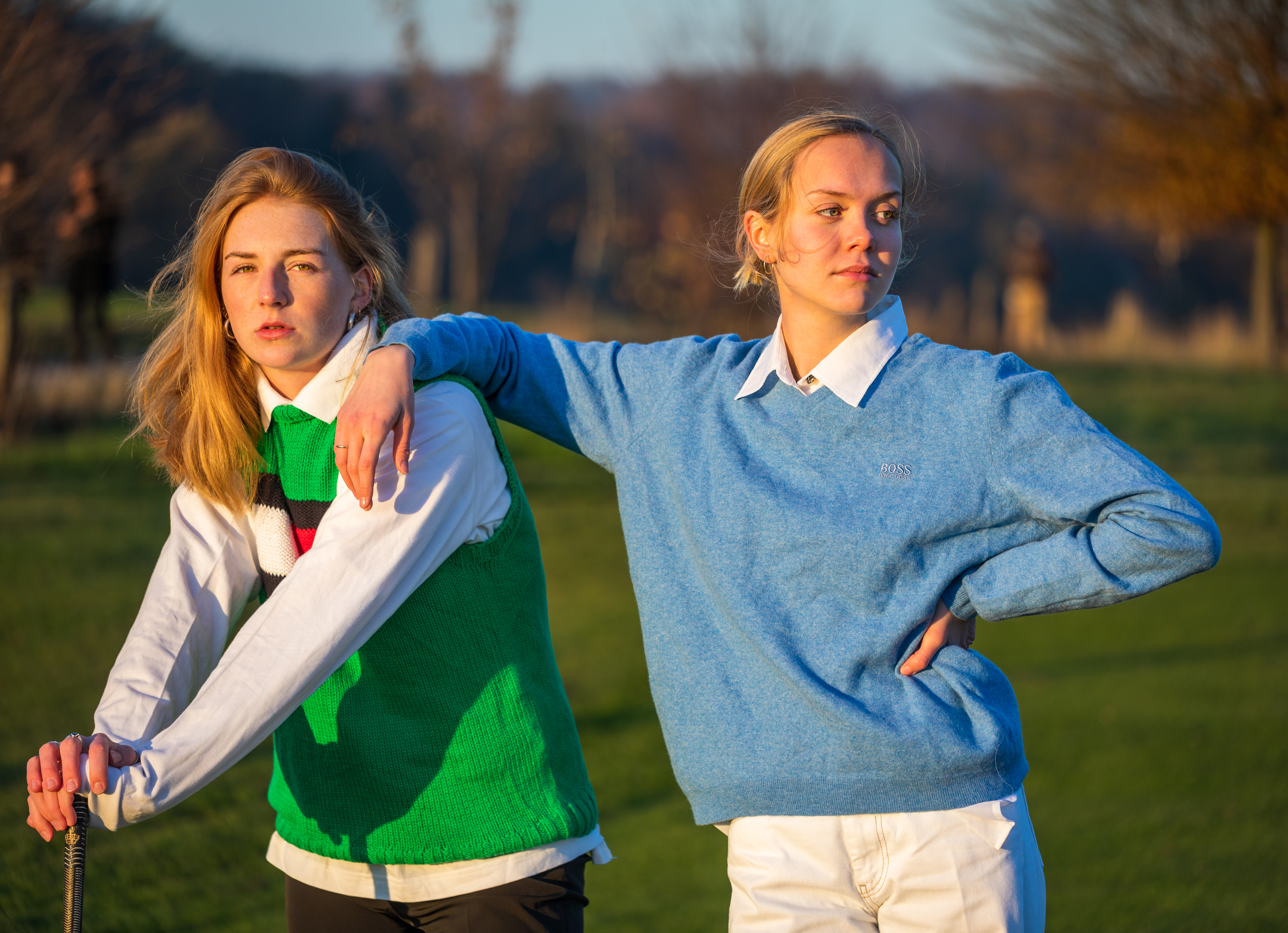
Reklama speciálního obchodu s vintage oděvy (2023 s filiálkami ve všech německých velkoměstech)